# Kronika
Kronika (grčki: khrónos - vrijeme) je riječ koja je u hrvatski jezik došla iz grčkog jezika. Označava opširni zapis bitnijih zbivanja koje se zapisalo po redu kako su se događali (usporediti s riječju kronologija).
Kronike su u isprva bile srednjovjekovni zapisi događaja iz godine u godinu, ali da se pri tom nije dublje raščlanjivalo događaje. 
U Hrvata je najpoznatiji Ljetopis popa Dukljanina, poznat i kao "Barski ljetopis " i "Hrvatska kronika".

## Oblici kronika
- autobiografska kronika
- biografska kronika
- crkvena (samostanska, biskupska, župna)
- crna kronika
- dnevna kronika
- kulturna kronika
- mjesna kronika
- školska kronika
- vojna kronika